# Call It Whatever
Call it Whatever es una canción de la cantante estadounidense Bella Thorne. programado para ser lanzado en 2014. Thorne llegó primero la fama en 2010, protagonizando la serie de Disney Channel Shake It Up, y oficialmente hizo su debut como cantante junto a su co-estrella Zendaya cuando el dúo lanzó Watch Me como single del primer álbum de la banda sonora del programa. Al año siguiente se publicó un sencillo en solitario, también para la banda sonora de Shake it Up, TTYLXOX y finalmente firmó con Hollywood Records, , y que había empezado a trabajar en su álbum debut.  El 23 de abril de 2013  analizó los detalles acerca de su próximo álbum, diciendo a MTV : «Lo que los fans pueden esperar es sólo que va a ser muy diferente de todos, porque no me gustaría ser uno de esos artistas donde se puede ser como:. Oh, sí, los conozco desde que la canción ' Todas mis canciones son muy diferentes entre sí. Así que no quiero ser conocido como un solo género.»  
El 28 de marzo de 2014, Thorne anunció que su álbum debut sería nombrado como el primer single, y confirmó que estará compuesto por once canciones. En 30 de marzo de 2014, Bella Thorne revela detrás de escena de la sesión de fotos para la portada del álbum, vistiendo un vestido centelleante con brillo de labios de color rosa. El 6 de abril de 2014 Bella Thorne empezó a filmar el próximo video musical de su single debut, llevando numerosos trajes y practicando rutinas de baile. En un artículo publicado por Billboard el 2 de mayo de 2014, se reveló que el álbum se llamaría Call it Whatever. Aún no se conoce la fecha exacta de lanzamiento, pero será en 2014.

## Antecedentes
Thorne oyó primero la canción mientras estaba en África durante el rodaje de la película Blended y consiguió el coro pegado en la cabeza. Ella pensó que la canción era "divertida" al escuchar por primera vez y decidió que sería un buen partido para ella. Thorne habló acerca de la canción que dice "Call It Whatever" es mi canción más joven-que suena, esta canción es definitivamente para mi público más joven ".

## Composición
"Call It Whatever" ha sido descrito como un clásico himno bubblegum pop himno autoajuste asistida que es la radio amable y tiene reminiscencias de anteriores estrellas de Disney. La canción es una, canción pop optimista coqueta con un carácter lúdico. El debut de Thorne ha sido llamada "corriente principal" y "siguiendo los pasos de muchas estrellas de Disney Channel antes de ella." Líricamente, Thorne dijo que la canción se trata de "un chico y una chica que realmente no sé cómo llamarlo [su relación] por lo que estamos llamando lo que sea porque no les importa lo que alguien más lo llama. "

## Recepción
Alex Kritselis de Bustle.com dio una crítica negativa mixto, que describe la canción como "casi una obra maestra", también dice "De hecho, en muchos sentidos, es un poco de un desastre. De Thorne apenas allí voces son absolutamente goteando con auto-tune. A veces, ella apenas si suena humano. Y, sin embargo ... la canción es tan condenadamente pegadiza ".
Thorne ganó un montón de comparaciones con otras estrellas de Disney que comenzaron las carreras de música similar a Thorne. Ella negó las comparaciones diciendo "Yo no pienso en nada parecido a eso. No creo, 'Bueno, Miley fue De esta manera, y Selena se fue de esa manera, así que tengo que ir en el medio. No es eso. Sólo estoy siendo yo. Mi canción se llama 'Call It Whatever" Puedes llamarme lo que sea, si me gusta o no me gusta. Realmente no me importa ".

## Promoción

### Vídeo musical
Un video musical de la canción fue filmado a principios de abril de 2014. El video fue dirigido por Mickey Finnegan y se estrenó en Vevo el 29 de mayo, Se muestra a Thorne vestida como camarera en un restaurante de 1950. Ella baila y sirve comida mientras que intenta conseguir la atención de su amor platónico. El vídeo tiene lugar en Cadillac Jack Diner en San Fernando Valley, el mismo lugar utilizado en los videos musicales "Want U Back" de Cher Lloyd y "Forget You "de CeeLo Green, así como" La Da Dee "por Cody Simpson y Haley Reinhart de "Free". Actualmente tiene más de 45 millones de visitas en Youtube.

### Interpretación comercial
A pesar de meses de la única convertirse sin éxito que finalmente hizo su debut en una carta nacional de Estados Unidos el 10 de noviembre de 2014. "Call It Whatever" debutó en el Billboard Hot Dance Club Songs chart en el número cuarenta y siete años en esa fecha. Después convirtiéndose en el primer sencillo del EP de Thorne, Jersey, rápidamente subió a su posición máxima del número diez en su séptima semana, convirtiéndose en su primer top ten hit en la carta.

## Formatos
- Descarga digital

| N.º | Título             | Escritor(es)                                          | Duración |  |
| 1.  | «Call It Whatever» | Par Westerland, Rickard Göransson, Skyler Stonestreet | 3:34     |  |

## Charts
| Listas (2014)         | Mejor posición |
| --------------------- | -------------- |
| Dance Club Play Songs | 10             |